# Andrezinho (calciatore 1983)
André Luiz Tavares, detto Andrezinho (Campinas, 30 luglio 1983), è un ex calciatore brasiliano, di ruolo centrocampista.

## Caratteristiche tecniche
Gioca come centrocampista offensivo.

## Carriera

### Club
Cresciuto nel settore giovanile del Flamengo, dal 2001 al 2004, giocò con la prima squadra del Flamengo.
Tra il 2004 e il 2007 ha giocato per il Pohang Steelers, in Corea del Sud, ed è stato eletto miglior giocatore del campionato sudcoreano di calcio 2007.
È tornato in Brasile nel 2008, per giocare con l'Internacional de Porto Alegre.
Il 27 dicembre 2011 firma un triennale con il Botafogo.

### Nazionale
Nel 2003, ha vinto il campionato mondiale di calcio Under-20 2003 con la Nazionale di calcio del Brasile Under-20.

## Palmarès

### Club
- Campeonato Carioca: 1

Flamengo: 2001
- Copa dos Campeões: 1

Flamengo: 2001
- Taça Guanabara: 1

Flamengo: 2004
- K League: 1

Pohang Steelers: 2007
- Campeonato Gaúcho: 1

Internacional: 2008, 2009
- Coppa Sudamericana: 1

Internacional: 2008
- Coppa Suruga Bank: 1

Internacional: 2009
- Coppa Libertadores: 1

Internacional: 2010

### Nazionale
- Campionato mondiale di calcio Under-17: 1

Brasile U-17: 1999
- Campionato mondiale di calcio Under-20: 1

Brasile U-20: 2003